# Kim Seo-hyung
Kim Seo-hyung (nacida el 28 de octubre de 1973) es una actriz de Corea del Sur.

## Carrera
El 2 de marzo de 2020 se unió al elenco principal de la serie Nobody Knows donde dio vida a Cha Young-jin, una detective de la unidad de crímenes violentos, quien luego de perder a su amiga más cercana cuando era más joven a manos de un asesino en serie comienza su propia cacería cuando los asesinatos comienzan de nuevo, hasta el final de la serie el 21 de abril del mismo año.
El 8 de mayo de 2021 se unió al elenco principal de la serie Mine (también conocida como "Blue Diamond") donde interpretó a Jung Seo-hyun, la racional primera nuera del grupo Hyowon, una chaebol poderosamente rica, que nació con elegancia, dignidad e inteligencia, hasta el final de la serie el 27 de junio del mismo año.
En marzo de 2022, se anunció que se uniría al elenco de la serie It May Be a Little Spicy Today (título literal), donde dará vida a D Jung, una mujer que es diagnosticada con cáncer de colon después de divorciarse.
En marzo del mismo año, se anunció que se uniría al elenco de la serie original de KT Seezn, Paper Moon donde interpretará a Yoo Yi-hwa, un ama de casa con un marido que no parece interesado en ella y que inesperadamente comienza a malversar el dinero de los clientes VIP. La serie está basada en la novela japonesa "Kami no Tsuki" de Mitsuyo Kakuta.

## Filmografía

### Series de televisión
| Año  | Título                         | Rol                            | Red                       | Notas               |
| ---- | ------------------------------ | ------------------------------ | ------------------------- | ------------------- |
| 1994 | Tomorrow's Love                |                                | KBS2                      |                     |
| 1994 | Daughters of a Rich Family     |                                |                           |                     |
| 2003 | Breathless                     | Han Yeo-joo                    | MBC                       |                     |
| 2004 | Lovers in Paris                | Baek Seung-kyung               | SBS                       |                     |
| 2005 | Be Strong, Geum-soon!          | Ha Seong-ran                   | MBC                       |                     |
| 2005 | Green Rose                     | Cha Yoo-ran                    | SBS                       |                     |
| 2007 | Dear Lover                     | Ha Jae-in                      | SBS                       |                     |
| 2008 | Temptation of Wife             | Shin Ae-ri                     | SBS                       |                     |
| 2010 | Giant                          | Yoo Kyung-ok                   | SBS                       |                     |
| 2012 | History of a Salaryman         | Mo Ga-bi                       | SBS                       |                     |
| 2012 | My Husband Got a Family        | Hermana Mayor de Chun Jae-yong | KBS2                      | (cameo)             |
| 2012 | Mom Is Acting Up               | Park Seo-hyung                 | MBC                       |                     |
| 2013 | After School: Lucky or Not     |                                | Nate Hoppin / BTV/T-store | (cameo, episodio 4) |
| 2013 | Empress Ki                     | Emperatriz Hwang (Budashiri)   | MBC                       |                     |
| 2014 | A New Leaf                     | Lee Sun-hee                    | MBC                       |                     |
| 2015 | Assembly                       | Hong Chan-mi                   | KBS2                      |                     |
| 2016 | The Good Wife                  | Seo Myung-hee                  | tvN                       |                     |
| 2018 | The Great Seducer              | Myung Mi-ri                    | MBC                       |                     |
| 2018 | Come and Hug Me                | Park Hee-young                 | MBC                       |                     |
| 2019 | Sky Castle                     | Kim Joo-young                  | JTBC                      | [ 11 ]              |
| 2020 | Nobody Knows                   | Det. Cha Young-jin             | SBS                       | [ 12 ]              |
| 2021 | Mine                           | Jung Seo-hyun                  | tvN                       | [ 13 ]              |
| TBA  | It May Be a Little Spicy Today | Da Jung                        |                           |                     |
| TBA  | Paper Moon                     | Yoo Yi-hwa                     | KT Seezn                  |                     |

### Películas
| Año  | Título                              | Rol                                          | Notas                             | Ref.                 |
| ---- | ----------------------------------- | -------------------------------------------- | --------------------------------- | -------------------- |
| 2000 | The Record                          | Profesora                                    |                                   |                      |
| 2001 | Kiss Me Much                        | Profesora de Ballet                          |                                   |                      |
| 2002 | Over the Rainbow                    | Kyung-hee                                    |                                   |                      |
| 2002 | A Perfect Match                     | Lee Kang-hyun                                |                                   |                      |
| 2003 | The Sweet Sex and Love              | Jo Shin-ah                                   |                                   |                      |
| 2005 | Whispering Corridors 4: Ghost Voice | Hee-yeon                                     |                                   |                      |
| 2006 | The City of Violence                | Jang Mi-ran (cameo)                          |                                   |                      |
| 2006 | Forbidden Floor                     | Chae Min-young                               |                                   |                      |
| 2007 | Black House                         | Jang Mi-na                                   |                                   |                      |
| 2010 | A Barefoot Dream                    | Yu Bo-hyeon (cameo)                          |                                   |                      |
| 2010 | Enemy at the Dead End               | jefa de sección Baek (cameo)                 |                                   |                      |
| 2012 | Doomsday Book                       | Min Yoo-ni                                   | segmento: "The Heavenly Creature" |                      |
| 2012 | Wedding Ceremony                    | mujer                                        | Cortometraje                      |                      |
| 2013 | The Berlin File                     | Secretaria de la embajada de Corea del Norte |                                   |                      |
| 2013 | Shorts Meet Shorts                  | Mi-jung                                      | segmento: "Waltzing on Thunder"   |                      |
| 2014 | La última primavera                 | Jung-sook                                    |                                   |                      |
| 2017 | The Villainess                      | jefa Kwon                                    |                                   |                      |
| 2024 | Dog Days                            | Jin-yeong                                    |                                   | [ 14 ] [ 15 ] [ 16 ] |

### Presentadora
| Año  | Evento                             | Notas                     |
| ---- | ---------------------------------- | ------------------------- |
| 2021 | 2021 MAMA (2021 Mnet Music Awards) | presentadora de categoría |

## Discografía
| Año  | Título de la canción                       | Notas                  |
| ---- | ------------------------------------------ | ---------------------- |
| 2009 | "In the Flower Garden (Shin Ae-ri Ballad)" | Temptation of Wife OST |
| 2009 | "Can't Forgive (Shin Ae-ri Rock)"          | Temptation of Wife OST |

## Premios y nominaciones
| Año  | Premio                                      | Categoría                                                      | Nominación                  | Resultado | Ref.                 |
| ---- | ------------------------------------------- | -------------------------------------------------------------- | --------------------------- | --------- | -------------------- |
| 1992 | Concurso Miss Gangwon                       | Miss Samsung                                                   | N. A.                       | Ganadora  |                      |
| 2009 | SBS Drama Awards                            | Premio a la excelencia, la Actriz en una Serie de Drama        | La tentación de la Esposa   | Ganadora  | [ 18 ]               |
| 2010 | SBS Drama Awards                            | Mejor Actriz de reparto en una Planificación Especial de Drama | Gigante                     | Nominada  |                      |
| 2012 | SBS Drama Awards                            | Premio especial a la Actriz en una Miniserie                   | La historia de un Salaryman | Nominada  |                      |
| 2014 | 3º Festival Internacional de Cine de Madrid | Mejor Actriz principal en una Película Extranjera              | La última primavera         | Ganadora  | [ 19 ] [ 20 ] [ 21 ] |
| 2014 | 14º Festival Internacional de Cine de Milán | Mejor Actriz de Reparto                                        | La última primavera         | Nominada  |                      |
| 2015 | 52nd Savings Day                            | Financial Chairman's Award.                                    | N. A.                       | Ganadora  |                      |
| 2015 | KBS Drama Awards                            | Mejor Actriz de Reparto                                        | Assembly                    | Ganadora  | [ 22 ] [ 23 ]        |
| 2017 | 1st The Seoul Awards                        | Mejor Actriz de Reparto (Película)                             | La Villana                  | Nominada  |                      |
| 2018 | MBC Drama Awards                            | Mejor Actriz de Reparto en una miniserie de miércoles-jueves   | Come and Hug Me             | Nominada  |                      |
| 2019 | 55th Baeksang Arts Awards                   | Mejor Actriz (TV)                                              | SKY Castle                  | Nominada  |                      |
| 2019 | Brand of the Year Award                     | Mejor Actriz                                                   | SKY Castle                  | Ganadora  | [ 24 ]               |
| 2019 | Korea Drama Awards                          | Hot Star China Award                                           | SKY Castle                  | Ganadora  | [ 25 ]               |
| 2020 | 24th Asian Television Awards                | Mejor Actriz de Reparto                                        | SKY Castle                  | Nominada  |                      |
| 2020 | 28th SBS Drama Award                        | Top Excellence Award, Actress in a Miniseries Action Drama     | Nobody Knows                | Ganadora  | [ 26 ] [ 27 ]        |